# Oceanic (paquebot de 1899)
Pour les articles homonymes, voir Oceanic.
L'Oceanic est un paquebot transatlantique britannique mis en service en 1899 par la White Star Line. Plus long navire mis en service jusque-là, il est construit à Belfast par les chantiers Harland & Wolff. Sa mise en service marque le désir de la compagnie de ne plus concourir pour la vitesse, l'Oceanic étant bien moins puissant que ses rivaux directs, tout en proposant à ses passagers des installations plus somptueuses et confortables. Son succès entraîne la construction des Big Four qui amplifient encore cette démarche.
Après de premières années émaillées d'incidents sur la ligne de Liverpool à New York, l'Oceanic est transféré en 1907 sur la toute nouvelle ligne au départ de Southampton qui doit être la nouvelle vitrine de la compagnie. Il reste sur cette route jusqu'à la Première Guerre mondiale, qui entraîne sa réquisition par l'Amirauté qui avait contribué à son financement.
Sous le commandement d'un officier civil et d'un militaire, l'Oceanic devient croiseur auxiliaire chargé de patrouiller entre les Shetland et la Norvège. Dès le 8 septembre 1914, cependant, il est échoué contre des récifs près de l'île de Foula à la suite d'une erreur de navigation aggravée par la mésentente entre ses capitaines. Une tempête finit de le rendre inutilisable, et il est partiellement démantelé sur place en 1924. Dans les années 1970, la partie immergée de son épave est explorée par des plongeurs qui permettent de renflouer un certain nombre d'objets.

## Histoire

### Origine et construction

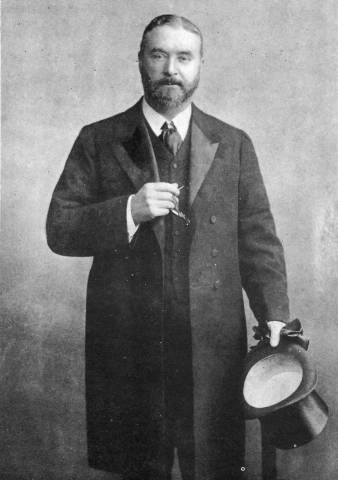
L'Oceanic est le dernier navire de la White Star achevé sous la direction de Thomas Henry Ismay.

À la fin du XIXe siècle, le service transatlantique de la White Star Line est vieillissant. Le Britannic et le Germanic, datant du milieu des années 1870, doivent être remplacés dans de brefs délais, tandis que le Teutonic et le Majestic, respectivement mis en service en 1889 et 1890, sont désormais dépassés par le Lucania et le Campania de la Cunard Line. L'Allemagne devient également une rivale menaçante avec la mise en service du Kaiser Wilhelm der Grosse en 1897. Face à ces navires, la compagnie doit mettre en service un paquebot capable de rivaliser.
C'est ainsi qu'est mis en construction l'Oceanic dans les chantiers Harland & Wolff de Belfast en 1897. Le paquebot est nommé en référence au tout premier navire mis en service par la compagnie après sa reprise par Thomas Henry Ismay (ironiquement, le deuxième Oceanic est le dernier paquebot mis en service de son vivant). Dépassant les 17 000 tonneaux de jauge brute, le paquebot promet d'être l'un des plus gros jamais construits ; il n'est en revanche pas conçu pour la vitesse : la compagnie affirme ne pas chercher à battre de records, ni même à soutenir la moyenne de ses rivaux. Ces derniers naviguent en effet à 22 nœuds de moyenne quand l'Oceanic est conçu pour naviguer à 20 nœuds.

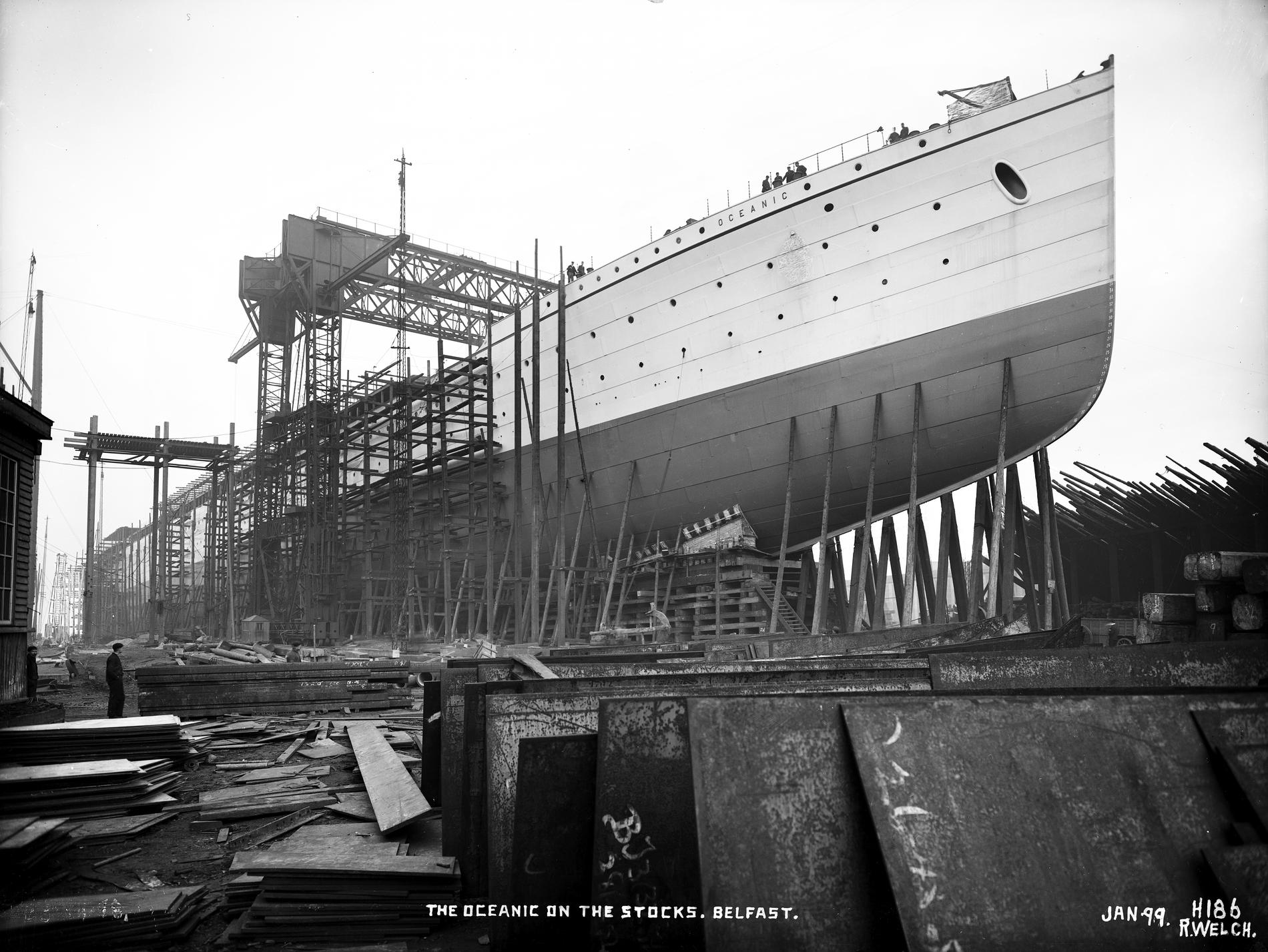
LOceanic en construction aux chantiers Harland & Wolff, Belfast, 1899.

La construction se fait sous la supervision du surintendant de marine de la compagnie, le capitaine John G. Cameron et de l'Amirauté britannique, qui compte utiliser le navire comme croiseur auxiliaire en temps de guerre. Elle implique des moyens inédits pour les chantiers. Un portique de 500 tonnes est en effet construit pour abriter la coque en construction et supporter grues, lampes et machines à riveter. L'Oceanic est par ailleurs le premier navire construit à l'aide de riveteuses hydrauliques, qui facilitent le travail des quelque 1 500 ouvriers travaillant sur le paquebot. Les chantiers sont alors très actifs, puisqu'ils achèvent également le Cymric, et doivent également construire les cinq navires de classe Jubilee. Ces constructions contribuent à dynamiser la région de Belfast.
L'Oceanic est lancé le 14 janvier 1899, devant près de 50 000 personnes, dont 5 000 installées sur une tribune. Selon la pratique instaurée par Ismay, le paquebot n'est pas baptisé. La journée est néanmoins chômée dans tout Belfast en effervescence et de nombreuses personnalités des environs, notamment issues de la noblesse locale, sont présentes. Il s'agit alors du premier navire à dépasser en longueur le record établi par le Great Eastern, construit près de quarante ans plus tôt ; le record de tonnage n'est en revanche dépassé que deux ans plus tard, par le Celtic. Terminé durant l'été, le navire effectue ses essais le 26 août et est ouvert au public et à la presse à partir du 30. Son coût est estimé entre 750 000 et un million de livres de l'époque. Un jumeau, l'Olympic, avait été commandé aux chantiers, mais sa construction est abandonnée peu après la mort de Thomas Ismay, en novembre 1899, pour laisser la place aux Big Four.

### Carrière

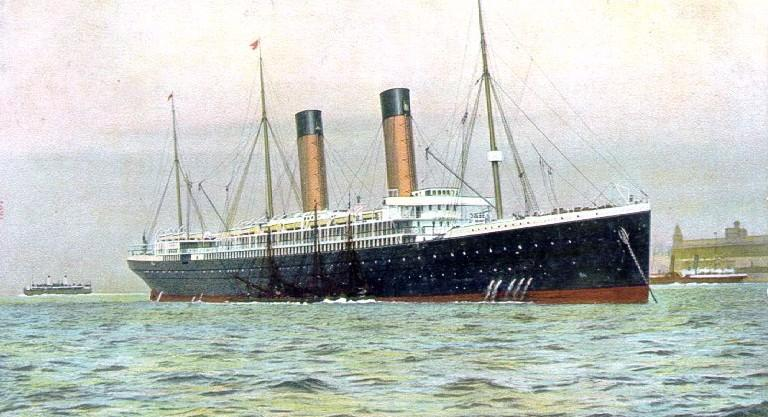
Carte postale représentant l’Oceanic.

L'Oceanic effectue son voyage inaugural entre Liverpool et New York le 6 septembre 1899, sous le commandement de John G. Cameron. Thomas Ismay, qui devait participer à la traversée, est finalement absent, ayant été touché une semaine plus tôt par la première d'une série de crises cardiaques. Le navire reçoit un accueil chaleureux après une traversée de six jours, deux heures et 37 minutes. Une ombre au tableau apparaît cependant : il est apparu que la forme effilée du navire produisait d'importantes vibrations lorsque le navire dépassait les 20 nœuds, empêchant toute tentative de dépasser sa vitesse de croisière.

L'Océanic en 1901.

Ses débuts sont ponctués d'incidents : en 1900, il est tout d'abord frappé par la foudre alors qu'il stationnait à Liverpool, perdant le sommet d'un de ses mâts. Le 4 août de la même année, dans le port de New York, il est menacé par un incendie sévissant à bord du Bovic, stationné à côté de lui. L'incendie est cependant maîtrisé avant d'avoir pu se propager. L'année suivante, le 7 août 1901, il heurte le Kincora au large de Tuskar Rock : les sept membres d'équipage de ce dernier meurent dans le naufrage tandis que l'Oceanic n'a qu'une proue endommagée. Le 18 novembre 1904, il est pris dans une violente tempête accentuée par la neige : l'eau emporte une partie de son bastingage et deux hublots, inondant en partie le navire qui arrive finalement indemne au port. Neuf mois plus tard, le 23 août 1905, il est victime d'un incendie dans un compartiment de troisième classe, dans le port de New York. Maîtrisées par l'équipage, les flammes n'empêchent pas le départ du paquebot. Enfin, la même année, 45 de ses chauffeurs se mutinent, protestant contre leurs conditions de travail ; 33 d'entre eux sont emprisonnés en vertu du Merchant Shipping Act de 1894.

Dans le même temps, la White Star Line tire les enseignements du navire et met en service, entre 1901 et 1907, les Big Four, qui reprennent les formes de l'Oceanic, mais sont plus gros et lents, confirmant le tournant pris par la compagnie. En 1907, alors que l'entreprise planifie l'entrée en service des paquebots de classe Olympic, il est décidé de transférer le service principal de la compagnie de Liverpool à Southampton, ce qui permet une escale à Cherbourg. L'Oceanic est envoyé sur cette nouvelle ligne, accompagné du Teutonic, du Majestic et du tout nouveau Adriatic. C'est ainsi que l'Oceanic quitte pour la dernière fois New York en direction de Liverpool le 22 mai 1907. Ce jour-là, alors qu'une grève sévit parmi les dockers, un incendie (suspecté d'origine criminelle) détruit une partie de la cargaison (notamment des décors de l'acteur de théâtre Johnston Forbes-Robertson) et un des dortoirs des femmes de troisième classe : les dégâts sont estimés à 1 000 livres sterling d'époque, et le départ du paquebot est repoussé de plusieurs jours, l'incendie ayant été maîtrisé en deux heures.

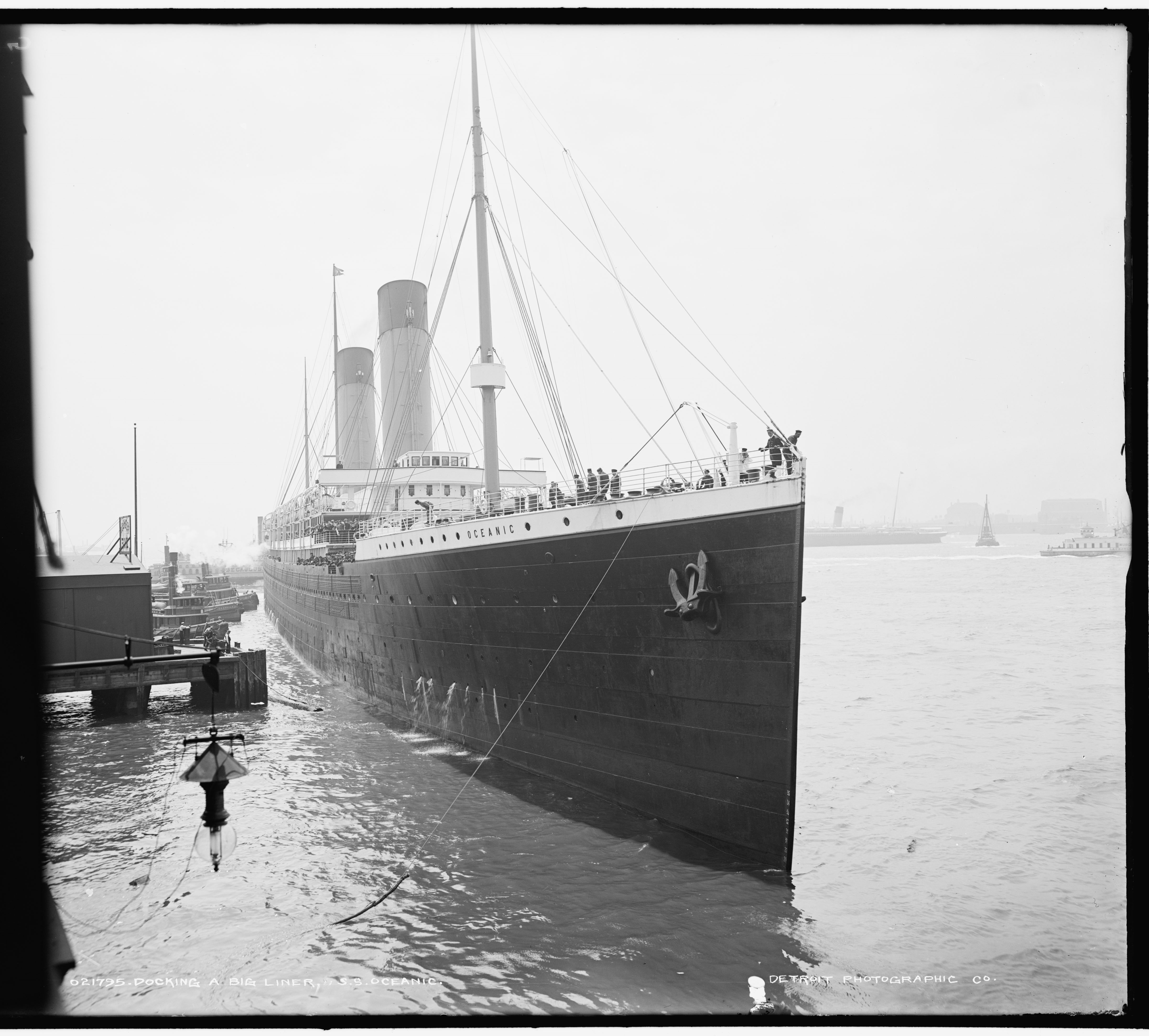
Le RMS Oceanic à New York vers 1910.

L'Oceanic sert finalement sur la ligne de Southampton à New York à partir du 19 juin 1907. Un nouvel incendie éclate dans ses cales en septembre 1909, rapidement maîtrisé. L'année suivante, le 23 novembre 1910, le paquebot heurte une barge à charbon dans le port de New York : le capitaine et sa femme, tous deux âgés, sont jetés à l'eau sous le choc, mais finalement récupérés par un remorqueur. En avril 1912, une grève des mineurs de charbon paralyse le Royaume-Uni. Afin que le Titanic puisse effectuer comme prévu son voyage inaugural le 10 avril, le charbon de l'Oceanic, alors à Southampton, lui est transféré. Le vieux paquebot reste donc à quai et sert de tribune à la foule venue assister au départ, de même que le New York, amarré le long de son flanc. L'une des amarres de ce dernier rompt à cause de l'aspiration générée par le Titanic en mouvement, et les deux paquebots manquent d'entrer en collision. Quelques jours plus tard, l'Oceanic récupère l'un des canots du navire laissé à la dérive (le radeau pliable A) et les trois cadavres qui se trouvent à bord, finalement rejetés à la mer.

### Service de guerre et naufrage

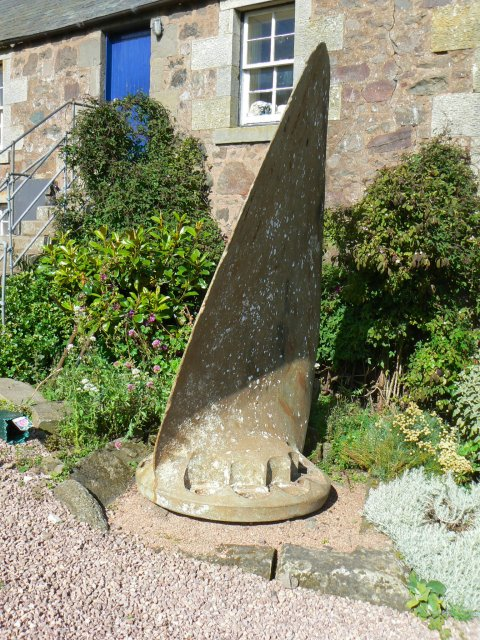
Les hélices de l'Oceanic ont été récupérées dans les années 1970. Une des pales est ainsi exposée en plein air.

L'Oceanic effectue sa dernière traversée commerciale le 22 juillet 1914. En effet, il est réquisitionné peu après le déclenchement de la Première Guerre mondiale. De même que le Teutonic, le Celtic et le Cedric, il est aussitôt converti en croiseur auxiliaire et rejoint le 10e escadron de croiseurs, flotte de navires marchands armés chargés de patrouiller entre les Shetland et la Norvège. Dans ce but, le navire est équipé de seize canons de calibre 4,7 ; son capitaine habituel, Henry Smith, est également placé sous l'autorité d'un capitaine de la Royal Navy, William Slayter, les deux hommes se partageant de mauvaise grâce le commandement du paquebot. De même, la confusion règne au sein de l'équipage entre marins de la compagnie (dont une bonne partie a demandé à rester à bord, prêtant foi à une rumeur selon laquelle le navire irait patrouiller en eaux « sûres », en Extrême-Orient) et ceux venant de la marine de guerre.
Après deux semaines de conversion, l'Oceanic part une première fois pour l'Islande avant de retourner à Scapa Flow où son équipage s'entraîne au tir. Il est ensuite envoyé en patrouille entre l'Écosse et les Îles Féroé afin de s'assurer qu'aucun navire allemand ne s'aventure dans les eaux britanniques. Le 7 septembre, le capitaine Slayter décide de faire patrouiller le paquebot près de l'île de Foula à la recherche de sous-marins, le navire suivant une trajectoire en zigzag pour éviter tout torpillage. L'officier David Blair (qui avait échappé au naufrage du Titanic par une mutation de dernière minute) est chargé de calculer sa route complexe.
Durant la nuit du 7 au 8, Blair et Slayter conviennent d'une trajectoire passant près de l'île, puis partent se coucher. Peu après, le capitaine Smith, ayant pris son quart, examine la carte et s'inquiète pour le navire qui pourrait heurter des récifs en passant aussi près des terres. Il décide de modifier le cap du navire en le faisant partir plein ouest. Cependant, une demi-heure plus tard, l'île est signalée droit devant : Blair avait mal calculé sa position. Smith décide alors de faire passer le navire entre la côte et un imposant récif. Son commandement est annulé par Slayer, tout juste arrivé sur la passerelle, qui demande de faire virer le navire sur tribord pour s'éloigner de l'île le plus vite possible. Ce faisant, il précipite le paquebot sur les récifs.

La marée achève d'échouer le navire, tandis que l'équipage est récupéré par le navire Glenogil. Les efforts des remorqueurs Forward et Alsacian, puis du HMS Hannibal pour remorquer l'Oceanic dans les jours qui suivent se révèlent vains. Des sondages montrent par ailleurs que le double-fond du navire est trop sévèrement endommagé : remorquer le navire reviendrait à le couler. Dans les trois semaines qui suivent, des équipes de l'Amirauté sont donc chargées de récupérer les canons du navire, ainsi que les munitions. Finalement, une tempête achève la destruction du navire en ouvrant sa coque, ce qui conduit à son naufrage. L'enquête qui suit n'inquiète pas les capitaines, David Blair étant le seul à être blâmé pour son mauvais calcul de la position. L'événement pousse cependant l'Amirauté à préciser la répartition des tâches entre commandants civils et militaires.

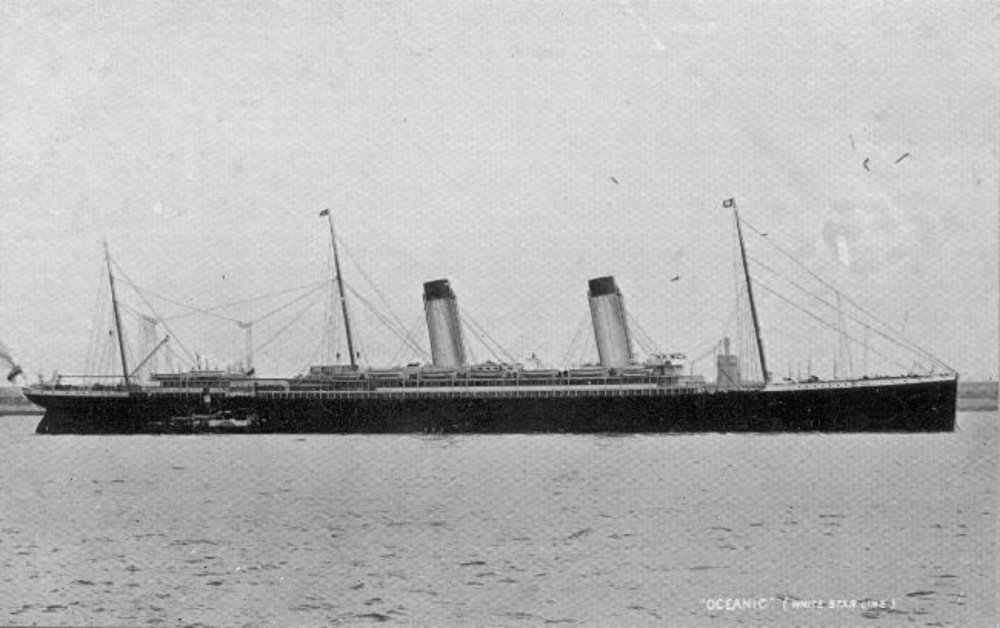
L'Oceanic se distingue par ses deux hautes cheminées.

Alors qu'il avait d'abord été supposé que le navire avait coulé en eau profonde, son épave est retrouvée disloquée en eaux peu profondes dans les temps qui suivent le naufrage. Dans les années 1920, l'épave est vendue par l'Amirauté à une compagnie de démolition de Scapa Flow, pour 200 livres sterling. En mars 1924, les parties du navire dépassant de la mer sont découpées et récupérées, mais la violence de la mer à cet endroit rend des opérations de démolition sous-marine impossible. Finalement, entre 1973 et 1979, l'épave est explorée par deux plongeurs, Simon Martin et Alec Crawford, qui parviennent à récupérer de nombreux éléments du paquebot grâce à leur équipement moderne, notamment ses hélices.

## Caractéristiques

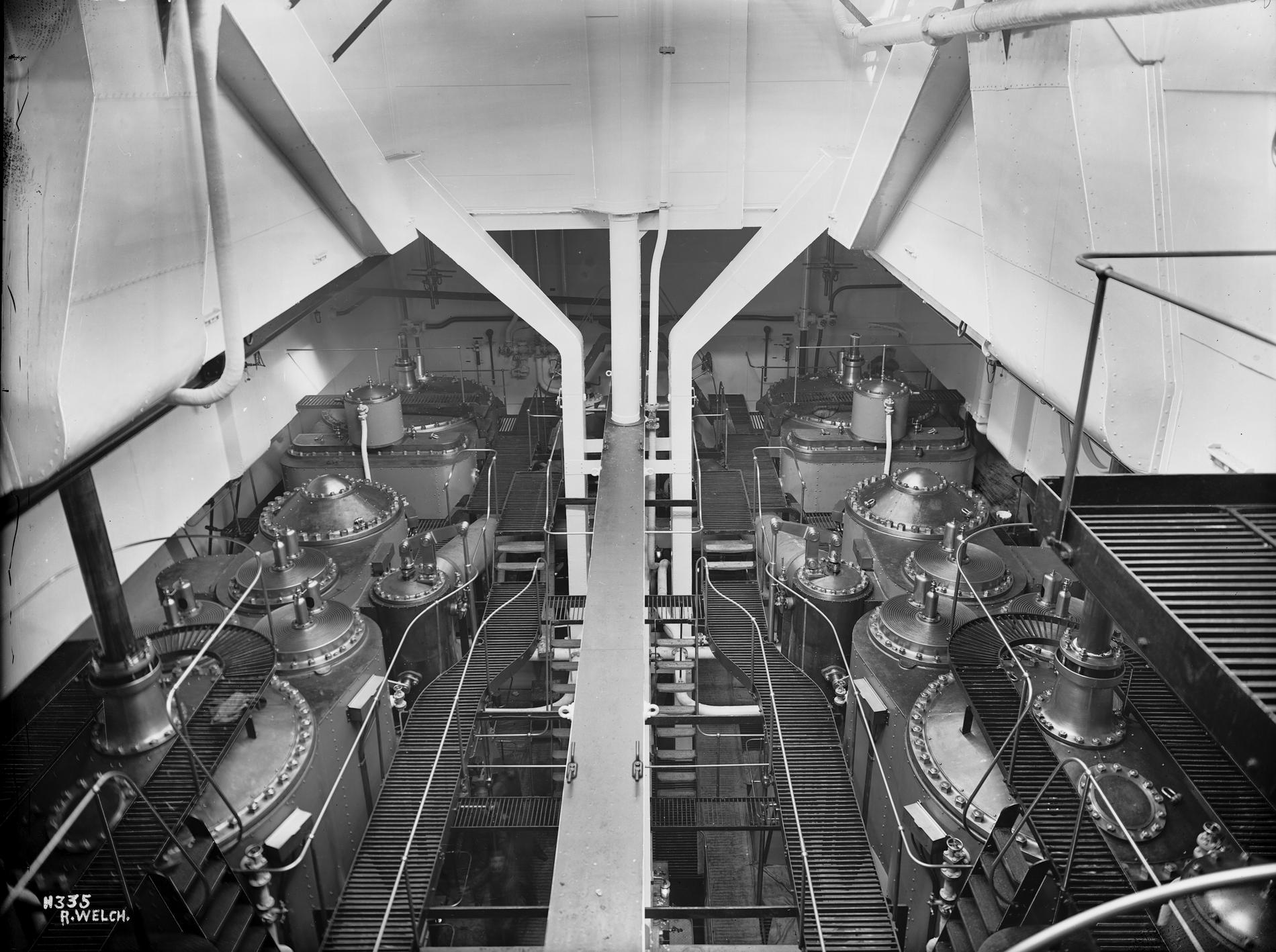
La salle des machines de lOceanic.

L'Oceanic est un navire de 214,9 m sur 20,8 et 13,6 m de tirant d'eau et 17 274 tonneaux de jauge brute. Ces dimensions font de lui le plus long navire jamais construit, dépassant le record établi par le Great Eastern près de quarante ans plus tôt ; son tonnage reste néanmoins inférieur à ce dernier. Par mesure de sécurité, la coque est divisée en 13 compartiments étanches transversaux, et le navire est pourvu d'un double fond lui aussi compartimenté. Sa silhouette est marquée par ses deux hautes cheminées, entourées par trois mâts. Le paquebot est conçu pour naviguer à une vitesse de 20 nœuds, mais ses deux machines à triple expansion, alimentant deux hélices, peuvent générer une puissance de 28 000 ch, et le pousser à 21 nœuds. Cependant, à cette vitesse, le navire vibre énormément, alors ses machines ne génèrent jamais plus de 20 000 ch en temps normal. Selon les prérequis pour son service militaire potentiel, le navire est pourvu de soutes assez vastes pour contenir assez de charbon pour parcourir 24 000 miles à 12 nœuds de moyenne.

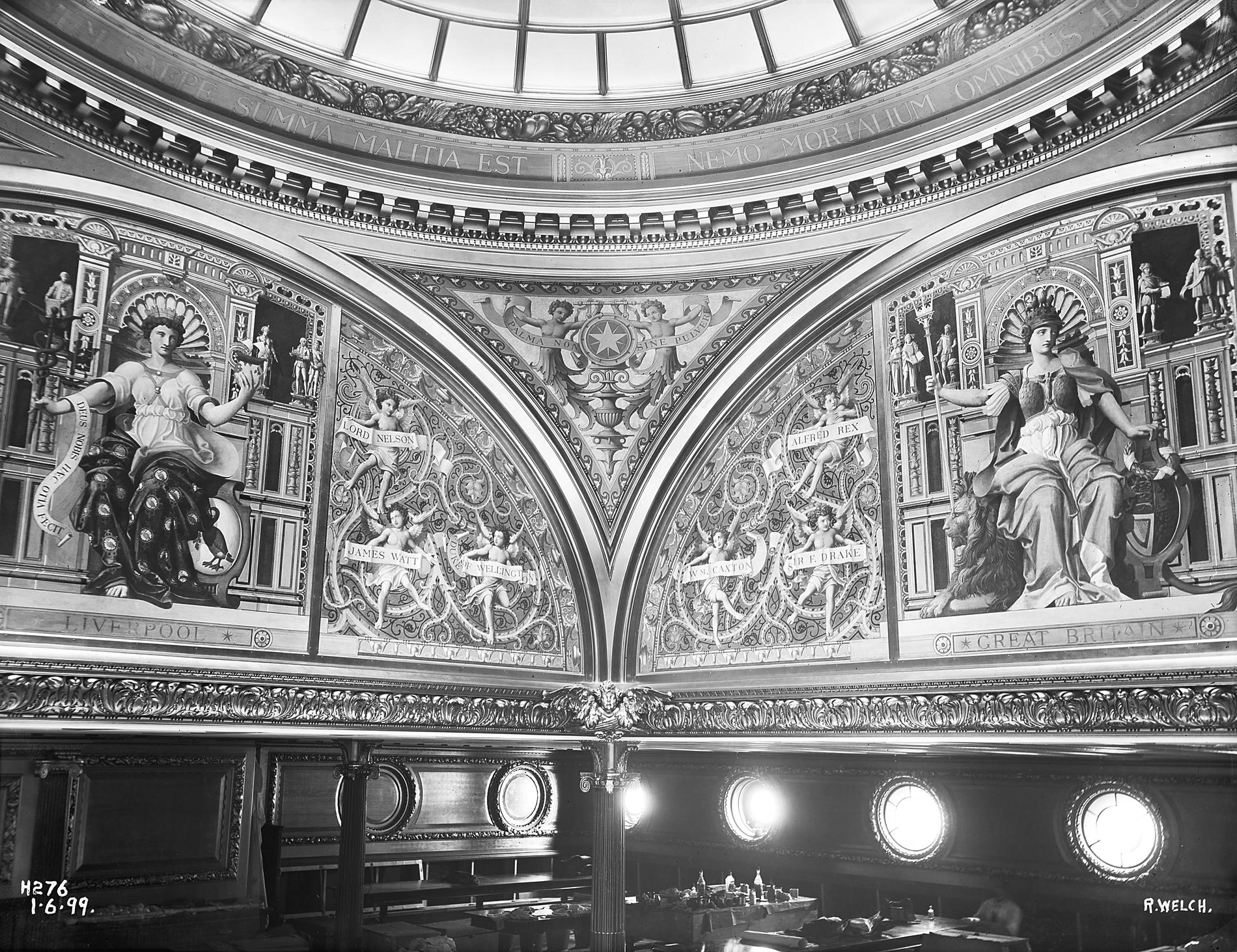
Le dôme de lOceanic.

S'il est en deçà de ses rivaux sur le plan de la vitesse, l'Oceanic s'en démarque par son luxe qui lui vaut les surnoms de « navire du siècle » et de « Yacht des millionnaires de la White Star ». La presse s’enthousiasme pour le navire, sa décoration somptueuse et ses quarante suites de luxe pourvues de salles de bains privatives, installation encore réservées aux plus riches des passagers. Sa salle à manger était agrémentée de vastes baies vitrées et pouvait accueillir 400 convives. Le navire était équipé d'un total de 2 000 lampes électriques. Sa bibliothèque était également très prisée, surmontée d'un dôme de verre. L'ensemble est décoré par l'architecte Richard Norman Shaw, qui conçoit les intérieurs du navire.
Le paquebot est conçu pour transporter 410 passagers de première classe, 300 de deuxième, et 1 000 de troisième. S'y ajoute un équipage de 394 membres.